# ماهی‌خواری

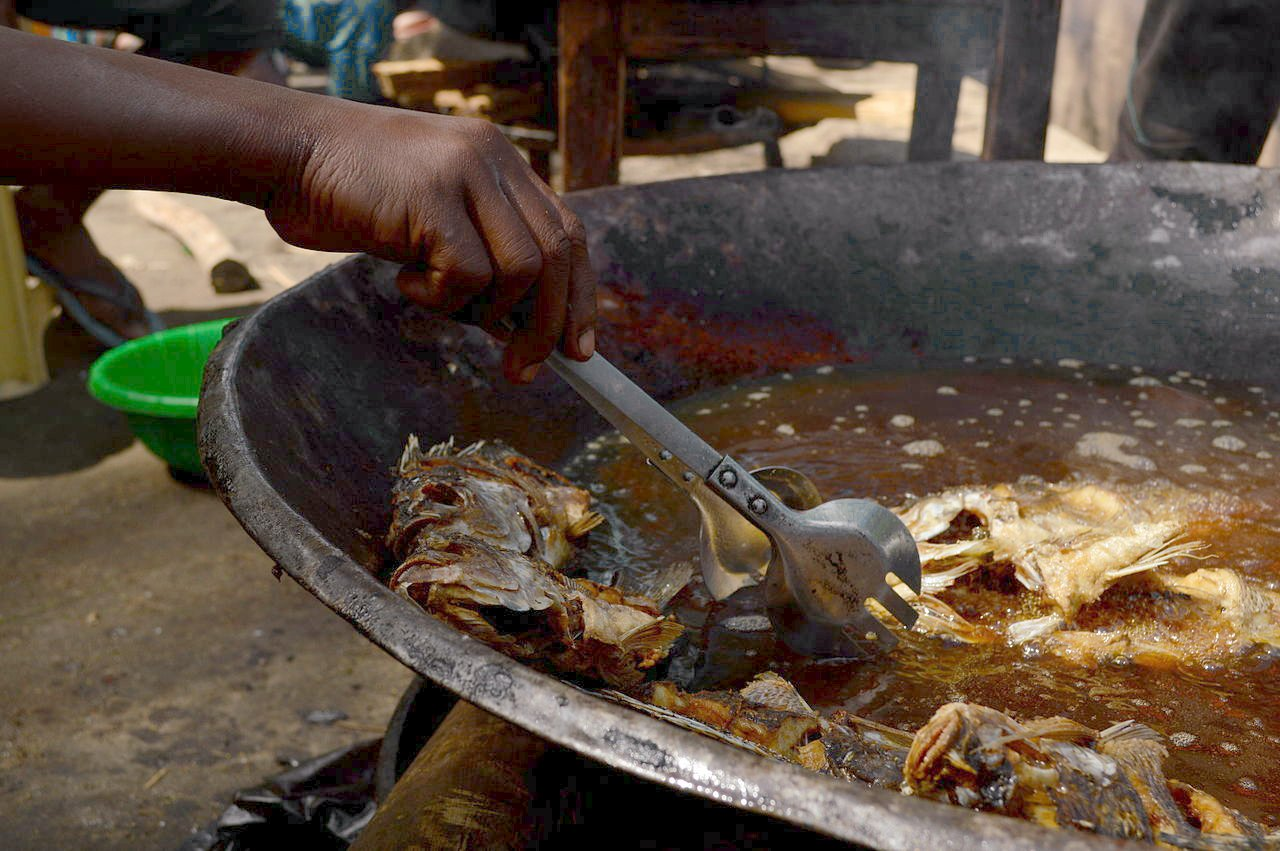
تصویری از سرخ کردن ماهی

ماهی‌خواری یا پسکتاریانیسم (انگلیسی: Pescetarianism) نوعی رژیم غذایی است که در آن ماهی و انواع دیگر خوراک دریایی استفاده می‌شود اما گوشت حیوانات دیگر استفاده نمی‌شود.
برخی از افرادی که به ماهی‌خواری روی می‌آورند ممکن است که گوشت را فقط شامل گوشت پستانداران بشمارند و از آنجا که با این تعبیر گوشت‌خوار نیستند خود را گیاه‌خوار معرفی کنند. برخی از ماهی‌خواران یک رژیم گیاه‌خواری حاوی شیر و تخم مرغ را رعایت می‌کنند تنها با این تفاوت که ماهی‌ها و انواع حلزون صدف‌دار را نیز جزو رژیم غذایی خود می‌کنند. اما برخی از آنها هم شیر و تخم مرغ مصرف نکرده و رژیم آنها همانند وگان هاست با این تفاوت که غذاهای دریایی برای آنها ممنوع نیست.
"Pescetarian" یک نئولوژیسم است که از کلمه ایتالیایی " pesce " ("ماهی") و کلمه انگلیسی "گیاهخوار" شکل گرفته‌است . [۴] این اصطلاح در اوایل دهه ۱۹۹۰ در ایالات متحده ابداع شد. [5] "Pesco-vegetarian" اصطلاحی مترادف است که به ندرت در خارج از تحقیقات دانشگاهی استفاده می‌شود، اما گاهی حداقل از سال ۱۹۸۰ در سایر نشریات و ادبیات آمریکایی ظاهر شده‌است.